# Любезните пичове
„Любезните пичове“ (на английски: The Nice Guys) е американска екшън комедия от 2016 г. на режисьора Шейн Блек. Премиерата е на 15 май 2016 г. на кинофестивала в Кан, а по кината в САЩ и България филмът излиза съответно на 20 и 27 май 2016 г.

## Актьорски състав
| Актьор         | Роля          |
| -------------- | ------------- |
| Ръсел Кроу     | Джаксън Хийли |
| Райън Гослинг  | Холанд Марч   |
| Ангаури Райс   | Холи Марч     |
| Мат Бомър      | Джон Бой      |
| Маргарет Куоли | Амелия Кътнър |
| Яя Дакоста     | Тали          |
| Ким Бейсингър  | Джудит Кътнър |
| Тай Симпкинс   | Боби          |

## Заснемане
Снимките започват на 27 октомври 2014 г. в Атланта, Джорджия.